# Pohlia apolensis
Pohlia apolensis là một loài Rêu trong họ Bryaceae. Loài này được R.S. Williams miêu tả khoa học đầu tiên năm 1909.